# Baryceros petiolator
Baryceros petiolator är en stekelart som beskrevs av Dmitriy R. Kasparyan och Ruiz-cancino 2005. Baryceros petiolator ingår i släktet Baryceros och familjen brokparasitsteklar. Inga underarter finns listade.